# کپلر-۱۳۸
کپلر-۱۳۸ (انگلیسی: Kepler-138). کپلر-۱۳۸، همچنین به عنوان KOI-314 شناخته می‌شود، یک کوتوله سرخ
. واقع در صورت فلکی شلیاق، ۲۱۹ سال نوری از زمین است.
این سیاره در میدان دید فضاپیمای کپلر، ماهواره‌ای که مأموریت کپلر ناسا برای شناسایی سیاره‌هایی که از دیدگاه زمینی از برابر ستاره‌هایشان عبور می‌کنند، قرار دارد.
این ستاره میزبان سه سیارهٔ تأیید شده و احتمالاً سیارهٔ چهارمی است، از جمله سیاره فراخورشیدی کم جرم با جرم و اندازهٔ اندازه‌گیری شده که تا به امروز کشف شده‌است؛ کپلر-۱۳۸بی، با جرمی قابل مقایسه با سیاره مریخ. کپلر-۱۳۸دی به دلیل کم بودن چگالی آن مورد توجه است. در ابتدا تصور می‌شد که این سیاره احتمالاً یک کوتوله گازی باشد،
/ مشاهدات جدیدتر تا سال ۲۰۲۲ نشان می‌دهد که این سیاره و همچنین سیاره c احتمالاً جهان‌های اقیانوسی هستند.